# Hristiyan Petrov
Hristiyan Petrov (bulgare : Християн Петров;), né le 24 juin 2002 à Plovdiv en Bulgarie, est un footballeur international bulgare qui joue au poste de défenseur central au SC Heerenveen.

## Biographie

### En club
Né à Plovdiv en Bulgarie, Hristiyan Petrov est formé par le club de sa ville natale, le Lokomotiv Plovdiv, avant de rejoindre en 2017 le CSKA Sofia où il poursuit sa formation. Il commence toutefois sa carrière au PFK Litex Lovetch, où il est prêté pendant six mois à partir de janvier 2020. Il joue son premier match en professionnel le 16 février 2020, lors d'une rencontre de championnat face au FC Strumska Slava Radomir (en). Il est titularisé et son équipe s'incline ce jour-là (0-2 score final).
De retour dans son club formateur, Petrov signe son premier contrat professionnel avec le CSKA Sofia le 23 juin 2020.
Petrov joue son premier match pour le CSKA Sofia lors d'une rencontre de championnat face au Pirin Blagoevgrad le 22 août 2021. Il est titularisé au poste d'arrière gauche et son équipe s'impose par un but à zéro,.

### En sélection
Hristiyan Petrov est convoqué pour la première fois avec l'équipe nationale de Bulgarie en septembre 2022, par le sélectionneur Mladen Krstajić. Mais il ne joue aucun match lors de ce rassemblement.
Petrov est rappelé en mars 2023. Il honore cette fois sa première sélection en étant titularisé le 24 mars 2023 contre le Monténégro. Son équipe s'incline par un but à zéro ce jour-là,.